# 广西战役
广西战役，是国共内战中，中国人民解放军第四野战军主力和中国人民解放军第二野战军第4兵团，与国军白崇禧集团的战役:308。

## 背景
1949年10月，衡宝战役后，华中军政长官公署军政长官白崇禧部5个兵团12个军共15万余人，由湘南退守广西，企图在退至粤桂边境及湛江地区的广州绥靖公署主任余汉谋部约4万人策应下，以桂林为中心，沿全县至柳州铁路两侧组织防御，阻止解放军入桂。第四野战军司令员林彪指挥9个军共40余万人，遵照中共中央军委主席毛泽东关于大迂回大包围作战方针，决心分3路向广西突进，求歼白崇禧集团于广西境内:308。

## 经過
10月31日，解放军发起战役。11月6日，解放军西路第13兵团第38、第39军由湘西南出发，11月10日分别攻占靖县、通道两城。第十七兵团仓皇西逃，第13兵团乘胜追击，于11月15日经黔南楔入广西，向河池、百色疾进，切断白崇禧西逃云南、贵州之路。南路第4兵团第13、第14、第15军和第15兵团第43军，分别于11月10日和11月15日向廉江、茂名、信宜推进，切断白崇禧海上逃路。
北路第12兵团第40、第41、第45军进至湘桂边境，一部于11月10日袭占全县县城。这时，第二野战军已突破白崇禧川黔防线，一部已逼近贵阳、遵义。白崇禧在处境孤立，西逃无望情况下，急调第三兵团、第十一兵团共5个军由荔浦、恭城南下玉林、岑溪地区，企图在余汉谋残部配合下，发动“南线攻势”，以打通撤往海南岛道路，并令第一兵团、第十兵团由桂北南撤。第四野战军前指决心趁机在粤桂边境围歼其第三兵团、第十一兵团，令南路部队以一部兵力在廉江至信宜一线占领有利地形阻击敌人，主力隐蔽待机；令西、北两路部队迅速南进，策应南路作战。11月24日，白崇禧第三兵团、第十一兵团开始向廉江、茂名、信宜等地实施猛烈攻击，受挫。11月27日，解放军南路主力从廉江、茂名、信宜突然出击，并乘胜猛追，攻占容县、玉林、陆川等地，歼灭第十一兵团一部。
11月30日，第43军一举突入博白县城，歼灭白崇禧第三兵团部，俘华中军政公署军攻副长官兼第三兵团司令官张淦。随后，会同第4兵团主力将第三兵团所辖3个军大部围歼于博白、陆川地区。此时，余汉谋残部乘隙袭占廉江城，中国人民解放军第13军立即回师歼其一部。解放军西、北两路亦急速南下，在桂滇黔边纵队配合下，先后攻占河池、桂林、柳州、梧州等，继又进至东兰、宾阳、贵县一线。白崇禧“南线攻势”失败后，仓皇撤退。令第一兵团、第十兵团分别撤到南宁、钦州地区，第十一兵团残部退向钦州，企图从海上逃跑。为全歼白崇禧残部于国境内，12月3日起，解放军各路部队继续猛追，先后占领百色、南宁、灵山、合浦等地。12月7日，将华中军政长官公署和第一、第十兵团及其他残部大部围歼于钦州和小董圩地区。至12月14日，先后占领镇南关和爱店，战役结束:308。

## 结果
此役，国军被歼约17.3万人，2万余人窜逃国外:308。白崇禧個人撤至海南岛，国军万余人撤入越南，即為日後富台部隊，其他余部均被歼灭。解放军占领广西全省和广东省钦州（今属广西壮族自治区）、雷州半岛等地区，为尔后云南省和海南岛战役创造埋下伏笔。解放军缴获各种炮1,250余门，轻重机枪4,300余挺，各种枪4.8万余支、汽车1,170余辆，各种炮弹5.6万余发，子弹580万发。